# Siège de Paris (861)
Pour les articles homonymes, voir Siège de Paris.
Invasions vikings en France
Batailles
Le siège de Paris par les Vikings, qui a eu lieu en janvier 861, est le troisième siège viking de la future capitale de la France.

## Historique
En janvier 861, les Vikings revinrent une troisième fois à Paris, qu'ils livrèrent aux flammes. Ils dévastèrent et incendièrent l'abbaye de Saint-Germain-des-Prés. Les négociants de la ville chargèrent leurs richesses sur des bateaux et tentèrent de s'enfuir en remontant la Seine mais, poursuivis et rattrapés par les Vikings, ils furent faits prisonniers. 
Les Vikings avaient rompu le Grand-Pont dont les arches interceptaient le passage de leurs barques. Après leur départ, Charles le Chauve fit rétablir ce pont et ordonna de réparer les fortifications de Paris.
Revenus à leur campement, à Oissel, ces mesures de défenses n'empêchèrent pas les Vikings d'envoyer une force de 200 hommes jusqu'à Paris pour chercher du vin.
N'arrivant pas à protéger son peuple, Charles le Chauve conclut avec les Vikings plusieurs traités de paix à des conditions honteuses. Les Vikings violèrent, à chaque fois, les différents traités et continuèrent leurs pillages et dévastations.